# Казе Карневале (Терамо)
Казе Карневале (итал. Case Carnevale) је насеље у Италији у округу Терамо, региону Абруцо.
Према процени из 2011. у насељу је живело 19 становника. Насеље се налази на надморској висини од 463 м.